# Портленд (Техас)
Портленд (англ. Portland) — місто (англ. city) в США, в округах Сан-Патрисіо і Нюесес штату Техас. Населення — 20 383 особи (2020).

## Географія
Портленд розташований за координатами 27°52′52″ пн. ш. 97°19′23″ зх. д. / 27.88111° пн. ш. 97.32306° зх. д. (27.881186, -97.323084).  За даними Бюро перепису населення США в 2010 році місто мало площу 24,98 км², з яких 18,15 км² — суходіл та 6,84 км² — водойми. В 2017 році площа становила 35,72 км², з яких 28,84 км² — суходіл та 6,87 км² — водойми.

## Демографія
Згідно з переписом 2010 року, у місті мешкало 15 099 осіб у 5392 домогосподарствах у складі 4107 родин. Густота населення становила 604 особи/км².  Було 5907 помешкань (236/км²).
Расовий склад населення:
| - 88,2 % — білих - 1,6 % — чорних або афроамериканців - 1,3 % — азіатів - 0,6 % — корінних американців - 0,1 % — вихідців з тихоокеанських островів - 5,9 % — осіб інших рас |

До двох чи більше рас належало 2,4 %. Частка іспаномовних становила 35,3 % від усіх жителів.
За віковим діапазоном населення розподілялося таким чином: 28,6 % — особи молодші 18 років, 59,7 % — особи у віці 18—64 років, 11,7 % — особи у віці 65 років та старші. Медіана віку мешканця становила 35,6 року. На 100 осіб жіночої статі у місті припадало 98,0 чоловіків;  на 100 жінок у віці від 18 років та старших — 94,4 чоловіків також старших 18 років.
Середній дохід на одне домашнє господарство  становив 80 804 долари США (медіана — 62 561), а середній дохід на одну сім'ю — 87 894 долари (медіана — 70 827). Медіана доходів становила 56 375 доларів для чоловіків та 35 039 доларів для жінок. За межею бідності перебувало 7,3 % осіб, у тому числі 11,1 % дітей у віці до 18 років та 5,2 % осіб у віці 65 років та старших.
Цивільне працевлаштоване населення становило 7186 осіб. Основні галузі зайнятості: освіта, охорона здоров'я та соціальна допомога — 22,7 %, науковці, спеціалісти, менеджери — 12,6 %, виробництво — 10,0 %, роздрібна торгівля — 9,9 %.